# انتفاضة الدار البيضاء 1952
انتفاضة الدار البيضاء 1952 كانت حركة شعبية مناهضة للاستعمار قُمعت بعنف، وقعت يومي 7-8 ديسمبر 1952 في الدار البيضاء، ردا على اغتيال الزعيم النقابي التونسي فرحات حشاد في تونس العاصمة يوم 5 ديسمبر، من طرف منظمة اليد الحمراء الفرنسية. هبّت ساكنة المدينة ثائرة في وجه قوى الاستعمار، وقرار زعماء الحركة النقابية بالمغرب خوض إضراب عام تضامنا مع الشعب التونسي في صراعه للانعتاق من الاستعمار. تجمع أكثر من 3500 عامل في مظاهرات قامت الشرطة الفرنسية بتفريقها بعنف. اقتحم المئات من الأوروبيين الأحياء المغربية مما أدى إلى مقتل وجرح المئات.
كما شارك أطفال الشوارع وعمال الموانئ في احتجاجات الدار البيضاء في ديسمبر 1952.

## خلفية
اغتيل النقابي العمالي والناشط المناهض للاستعمار فرحات حشاد على يد منظمة اليد الحمراء، التي تُديرها مصلحة التوثيق الخارجي ومحاربة التجسس الفرنسية ‏، في تونس في 5 ديسمبر 1952.

## كريان سنطرال
تركزت الاحتجاجات في حي الطبقة العاملة كريان سنطرال (الآن الحي المحمدي) بالدار البيضاء، وهو حي يسكنه جزئياً مهاجرون من المناطق القروية يبحثون عن عمل في المدينة وجزئياً من قبل المغاربة الذين نزحوا من وسط المدينة في عام 1938 عندما استخدمت السلطات الفرنسية وباء التيفود كمبرر لتدمير مدن الصفيح بالقرب من المدينة الأوروبية الجديدة. حتى أوائل الخمسينيات من القرن الماضي، كان كريان سنطرال مدينة أكواخ ضخمة. واعتبرته السلطات الفرنسية وكرًا للحماسة القومية والمقاومة الشعبية وبالتالي تهديدًا للنظام الاستعماري.
ميشال أكوشاغ، مدير التخطيط الحضري في المغرب تحت الحماية الفرنسية من 1946-1952 ورئيس مجموعة المهندسين المحدثين المغربية (GAMMA)، عمل على إسكان العمال والمهاجرين من الريف. أصبحت الأحياء الفقيرة في كريان سنطرال أول مشروع سكني جماعي تم إنشاؤه باستخدام نموذج أكوشاغ 8x8 متر، المُصمّم لمعالجة قضايا الدار البيضاء مع الاكتظاظ السكاني والهجرة القروية. كان الهدف قمع الحركة الوطنية المغربية.

## الأحداث اللاحقة
تم اعتقال قادة حزب الاستقلال. وطُرد الناشط الحقوقي والمفكر اليهودي المغربي أبراهام السرفاتي من المغرب من قبل النظام الفرنسي لمشاركته في الاحتجاجات. في أعقاب الانتفاضة، اعتقلت السلطات الفرنسية عباس المسعدي، الذي هرب في النهاية، وأسّس جيش التحرير المغربي، وانضم إلى المقاومة المسلحة في الريف.
أشارت باثي نيوز إلى الأحداث على أنها «أعمال شغب شيوعية».

## وصلات خارجية
- انتفاضة البيضاء سنة 1952 .. ملحمة مغاربية بلون الدم والموت
- انتفاضة 1952 بالدار البيضاء..ثورة شعبية ضد الاستعمار وتجسيد للكفاح المغاربي المشترك مجتمع وجهات